# Três Dias de Axel
Os Três Dias de Axel (SPIE Internacional Junioren Driedaagse van Axel em neerlandês) é uma corrida de ciclismo em estrada neerlandesa. Criado em 1982, trata-se de uma corrida por etapas de três dias que fazem parte do calendário internacional juniores masculino.

## Histórico
A corrida é parte nas fileiras do calendário da Copa do mundo UCI Juniores de 1993 a 2007. Desde 2008, está classificada em categoria 2.1 do calendário juniores.

## Palmarés
| Ano  | Ganhador                | Segundo               | Terceiro              |
| ---- | ----------------------- | --------------------- | --------------------- |
| 1982 | Jack van der Horst      | E. Roovers            | R. Rijkenberg         |
| 1983 | Peter van de Klundert   | W. Roovers            | M. Duyenstein         |
| 1984 | Herbert Dijkstra        | Tom Cordes            | Arjan Jagt            |
| 1985 | Andre van Reek          | William Derns         | Niek de Taeye         |
| 1986 | Erik Hans Pauwe         | Yvan Louter           | John Kruithof         |
| 1987 | Raymond Thebes          | Richard Jansen        | Mark Krabbenburg      |
| 1988 | Servia Knaven           | Andrea Peron          | Gianluca Tarocco      |
| 1989 | Davide Rebellin         | Andrea Peron          | Richard Groenendaal   |
| 1990 | Léon van Bem            | Sébastien Rondeau     | Niels van der Steen   |
| 1991 | Henk Vogels             | Nicolas Jalabert      | Koos Moerenhout       |
| 1992 | Robert Koppers          | Charles Overgaag      | Maurice van Rijn      |
| 1993 | Johan Bruinsma          | Robert Koppers        | Andreas Klier         |
| 1994 | Andreas Klier           | Alessandro Rotaciona  | Jörg Jaksche          |
| 1995 | Andrey Korolev          | Jacob Nielsen         | Wopke Veenstra        |
| 1996 | Vincent van der Kooij   | Camiel van den Bergh  | Björn Vonk            |
| 1997 | Bram de Waard           | Martin Bolt           | Roel Egelmeers        |
| 1998 | Eric Baumann            | Jurgen Van Goolen     | Tom Boonen            |
| 1999 | Filip Verscuren         | Martijn Stougie       | Tom Southam           |
| 2000 | Marcel Sieberg          | Błtemżej Janiaczyk    | Kenny van Hummel      |
| 2001 | Christian Meschenmoser  | Martijn Maaskant      | Błtemżej Janiaczyk    |
| 2002 | Matti Breschel          | Michał Gołtemś        | Oliver Steiler-Cote   |
| 2003 | Kai Reus                | Michiel Van Aelbroeck | Jasper Melis          |
| 2004 | Pawel Mikulicz          | Stijn Joseph          | Michel Kreder         |
| 2005 | Thomas Riber-Sellebjerg | Kasper Thustrup       | Jacopo Guarnieri      |
| 2006 | Morten Birck Reckweg    | Sven Vandousselaere   | Ronan van Zandbeek    |
| 2007 | Adam Blythe             | Philipp Rias          | Jetse Bol             |
| 2008 | Jasper Bovenhuis        | Erick Rowsell         | Rune van der Meijden  |
| 2009 | Jasper Bovenhuis        | Nikias Arndt          | Jasper Stuyven        |
| 2010 | Danny van Poppel        | Mario Vogt            | Dylan van Baarle      |
| 2011 | Alexander Kamp          | Danny van Poppel      | Stefan Küng           |
| 2012 | Mads Würtz Schmidt      | Piotr Havik           | Leon Rohde            |
| 2013 | Brent Luyckx            | Simon Larsen          | Mathias Rask Jeppesen |
| 2014 | Peter Lenderink         | Jan Tschernoster      | Bram Welten           |
| 2015 | Max Kanter              | Mario Spengler        | Matthew Bostock       |
| 2016 | Stefan Bissegger        | Jarno Mobach          | Harry Sweeny          |
| 2017 | Alex Molenaar           | Johan Langballe       | Ward Vanhoof          |
| 2018 | Alexandre Balmer        | Valentin Retailleau   | Mason Hollyman        |
| 2019 | Quinn Simmons           | Hidde Van Veenendaal  | Hannes Wilksch        |